# Final Fantasy XIII-2
Final Fantasy XIII-2 (japonsky ファイナルファンタジーXIII-2, Fainaru Fantadží Sátín Cú) je videohra typu RPG od japonské firmy Square Enix pro platformy PlayStation 3, Xbox 360 a později i prostřednictvím sítě Steam i pro Microsoft Windows. V Japonsku vyšla v prosinci 2011 a ve zbytku světa v lednu až v únoru 2012, pro hráče na PC byla třináct-dvojka k dispozici až v roce 2014 prostřednictvím služby Steam. Tato hra představuje pokračování hry Final Fantasy XIII, jež zachovává mnoho herních mechanismů svého předchůdce a přináší nové, například pouze dva hlavní hrdiny, které doplní ochočená, dříve poražená příšera, jež lze vyvíjet podobně jako hlavní postavy v krystáriu. Děj hry se točí kolem cestování v čase a časoprostorových paradoxů.
Lightning, protagonistka Final Fantasy XIII, po skončení předešlého příběhu zmizela beze stopy a její mladší sestra Serah Farronová společně s mladým cestovatelem v čase jménem Noel Kreiss se ji snaží najít a napravit narušenou časovou osu.
Tato hra má pokračování Lightning Returns: Final Fantasy XIII, jež dohromady spolu s dalšími výtvory z oblasti Final Fantasy tvoří sérii Fabula Nova Crystallis Final Fantasy, které spojuje společná „in-universe“ mytologie.

## Popis hry
Hráč ovládá z pohledu třetí osoby jednu ze dvou hlavních postav, přičemž je může kdykoliv střídat a může si natáčet pohled v celém 360° záběru, dále může interagovat s ostatními postavami, s předměty i s nepřáteli prakticky stejně jako v původní Final Fantasy XIII.
Hráč s dvojicí hrdinů prochází různá místa v různých časech, propojených časoprostorovými portály. Daná místa jsou vykreslena proporcionálně s postavami. Cestuje se buď pěšky, nebo na chocobovi. Některá místa lze navštívit opakovaně v různých časech, jiná místa lze navštívit v alternativní realitě, jež vznikla zásahem do časové osy. Dvojice putuje časem prostřednictvím Křižovatky věků (angl. Historia Crux), ke které má přístup neustále. Do lokací v jednotlivých časech se dostanou po splnění úkolů důležitých pro děj, a to nalezením speciálních artefaktů aktivujících potřebné brány času. V případě opětovné návštěvy některé lokace v čase se objeví u brány, kterou naposledy odešli. Dále má hráč možnost lokaci restartovat za pomocí pečetě, aby veškeré úkoly mohl splnit znovu či mohl vyzkoušet v nabídce reakcí při rozhovorech s NPC jiné volby.
Hra se během průchodu automaticky ukládá při vstupu do Křižovatky věků přes bránu času, na pevně stanovených místech, anebo má hráč možnost uložit hru manuálně. Ukládací stanice z Final Fantasy XIII zmizely, místo nich slouží jako obchod s lektvary, se zbraněmi, s doplňky a materiály k vylepšení zbraně a doplňků záhadná chocobí žena jménem Čokolína (Chocolina). Užitečnou pomůckou je Datalog, v němž jsou k dispozici popisy důležitých postav, nepřátel, navštívených míst, děje třináctého dílu, nedávných událostí a dalších důležitých informací. Při interakci s NPC se někdy aktivuje systém Okamžitá volba (Live Trigger), kdy hráč vybírá reakci postavy při konverzaci. Mnoho z těchto rozhovorů při Okamžité volbě nelze opakovat, pokud člověk lokaci nevyresetuje. Při průchodu hrou bude hráč řešit paradoxy, například v Časové trhlině, jež mají formu hlavolamu nacházejícího se v neznámé dimenzi.

### Krystárium
Krystárium (angl. Crystarium) je systém vývoje postav, jenž je složen z šestice krystalů. Každý reprezentuje jednu ze šesti rolí postav a obsahují jednotlivé úrovně vývoje na lineárních deskách s uzly, které obsahují vylepšení statistik postavy. Patří mezi ně síla, magie, životy, a také dovednosti. Pokud hráč zabere určitý počet uzlů v krystáriu, je automaticky rozšířeno a hráč může zvolit některé z rozšíření: Zvýšit nosnost u doplňků výbavy, rozšířit stupnici ATB, vylepšit stávající roli, nebo odemknout novou roli. Hráč se pohybuje po krystalu podobným způsobem jako na desce orbů ve Final Fantasy X. K pohybu po krystalu slouží tzv. krystogeneze, při které postava spotřebovává krystalické body, jež získává od poražených nepřátel. Pro jednu roli lze obsadit nejvýše 99 uzlů.
U ochočených příšer probíhá krystogeneze jinak. Příšery mají pouze jeden krystal dle role a v závislosti na síle dané příšery je omezen i počet uzlů i rozsah schopností k naučení. Nevyužívají však krystalické body, ale speciální posilující předměty různé pro jednotlivé příšery i pro stupně vývoje krystária. Schopnosti, které daná příšera nemůže umět, se může naučit díky absorpci jiné příšery (avšak musí mít stejnou roli), které je umí. Schopností může mít nanejvýš deset. Absorbovaná příšera pak zmizí z výběru a hráč ji musí v případě zájmu znovu odchytit a znovu krystogenezí vycvičit.

### Bojový systém
Systém soubojů je téměř stejný jako ve Final Fantasy XIII, tedy ve formě ATB (Active Battle System), kdy se postavám (přátelským i nepřátelským) v průběhu bitvy doplňuje stupnice akcí, které lze volit z menu, nebo je lze nechat vybrat automaticky. Na stupnici ATB jsou na začátku hry tři pole na zadání akcí, jež se po naplnění stupnice vykonají. Poté se stupnice vynuluje a hráč znovu zadá další povely. Stupnici ATB lze časem rozšířit v krystáriu. V bitvě lze ovládat pouze vůdce. Druhou postavu a ochočenou příšeru ovládá umělá inteligence. Ochočenou příšeru však s výjimkou naplnění pole synchronizace k provedení speciálního útoku ovládat přímo nelze. Příšeru lze ochočit "odchytem" při její porážce v bitvě a lze vybrat z přibližně 150 druhů.
V některých bitvách se hra přepne do rozhraní Filmové události (Cinematic Actions), kdy bitva již neprobíhá se stupnicí ATB, avšak hráč vidí speciální předprogramované útoky postav na nepřítele za použití speciálních úderů, ve standardních bitvách nedostupných. Při nich musí pozorně sledovat znázornění tlačítek, obkroužených rychle se ztrácející časovou stupnicí, aby je stihl stisknout. Filmová událost se dále vyvíjí podle toho, zda hráč zareagoval na tyto nápovědy, nebo ne, a pokud ano, nepřítel je zraněn více než obvykle, či hráč získá z bitvy dodatečné bonusy.
Na rozdíl od třináctého dílu se nepřátelé nepohybují v lokacích viditelně a volně, ale při průchodu se následkem efektů paradoxu v oblasti náhle vyskytnou v blízkosti hlavních hrdinů. Je vytyčen okruh jejich dosahu a pokud z něj hráč včas uteče, vygenerované příšery samy zmizí. Pokud hráč ve vymezeném čase na některé z příšer zaútočí, je bitva vedená s bonusem preventivního úderu a hráč má možnost bitvu v případě neúspěchu nebo dle libovůle restartovat. V případě, že na hráče příšera zaútočí, hráč nedostane preventivní bonus. Pokud hráč nechá vypršet čas, není možné bitvu restartovat a pokud dopadne špatně (obě hlavní postavy jsou ve stavu KO), znamená to konec hry. Po bitvě se postavy automaticky vyléčí ze svých zranění.
Každý nepřítel má stejně jako ve třináctém díle svoji řetězcovou stupnici (angl. Chain Gauge), znázorňující, kolika procenty bude následující útok násoben řetězcovým bonusem (minimální hodnota je 100 %, maximální 999 %). Řetězcový bonus narůstá s každým útokem, ať fyzickým nebo magickým, dokud nebude dosaženo šoku, jehož hladina je stanovena pro každý druh nepřítele jinak. Při šoku řetězcový bonus dále s dalšími útoky narůstá. Šokovaný nepřítel velmi rychle ztrácí životy a bitva může být ukončena rychleji, než by se mohlo zdát. Během šoku mohou postavy využívat dovednosti, jež fungují pouze na šokované nepřátele, jako například odpal, kdy fyzicky útočící postava přiměje nepřítele vznášet se ve vzduchu a zcela mu znemožní vykonávat jakékoliv akce, zkrotí tak i nejnebezpečnější soky. Během šoku se řetězcová stupnice plynule resetuje a poté se nepřítel vymaní z šoku, s hodnotou 100 % k řetězcovému bonusu. Pokud hráč neútočí dostatečně agresivně, je řetězcová stupnice brzy vynulována i v nešokovém stavu.
Během bitvy má každá postava jednu z následujících šesti rolí. Jsou jimi:
- Komando (Commando) - bojovník upřednostňující fyzický útok, jenž naplňuje řetězcový bonus pomalu, ale bonus padá na 100 % rovněž pomalu. Šokované nepřátele odpálí do vzduchu.
- Zkázonoš (Ravager) - bojovník upřednostňující magický útok a kouzla, jež naplňují řetězcový bonus rychle. Pokud nemá při ruce komanda, bonus velmi rychle klesá na 100 %.
- Medik (Medic) - léčitel, neboli bílý mág. Léčí zraněné spojence nebo sebe, oživuje spojence ve stavu KO, odstraňuje ze spojenců nepřátelská očarování.
- Sabotér (Saboteur) - kouzelník, který sesílá na nepřátele očarování, kterými ho oslabí, popřípadě zpomalí.
- Synergista (Synergist) - kouzelník, který sesílá na přátele pozitivní očarování, kterými je posílí, popřípadě urychlí.
- Obránce (Sentinel) - bojovník, který se specializuje na obranu. Používá mnoho defenzivních dovedností, láká na sebe nepřátele kvůli ochraně spojenců, provádí protiútoky.

Kombinace jednotlivých rolí se nazývají paradigmata. Během bitvy může hráč jakkoliv měnit dle potřeby celkem šest paradigmat, které hra buď vygeneruje, nebo si je hráč v menu definuje sám. Proti silným oponentům a bossům je nutné paradigmata často měnit dle aktuální situace. Obě hlavní postavy mají na začátku dvě pevně stanovené role, ale časem se mohou naučit ostatní zbývající prostřednictvím rozšíření krystária. Přepínání paradigmat je též jediný způsob ve hře, jak sdělit spojencům, co mají při bitvě dělat. Ochočené příšery však mají roli pouze jednu a se změnou paradigmatu je vybrána i jiná příšera. Celkem lze do paradigmat přednastavit tři příšery. Avšak při výměně příšery prostřednictvím změny paradigmatu se na novou přenesou i utrpěné škody.
V této hře nelze vyvolat eidolona.

## Popis světa
Děj Final Fantasy XIII-2 se odehrává většinou ve stejném světě jako ve Final Fantasy XIII, tedy na Gran Pulse a na jeho umělém satelitu Cocoon, který je po vyvrcholení děje třináctého dílu držen obřím křišťálovým sloupem nad zemí, aby nedopadl na povrch Gran Pulse a nevyhladil takovým impaktem veškerý život na obou tělesech. Žijí zde dvě formy inteligentního života: lidé a Fal'Cie (výslovnost: falsí). Fal'Cie jsou záhadná krystalická stvoření s božskými schopnostmi, avšak s omezeným dostupem své vůle, a proto si pro působení mimo své vytyčené poslání vybírají lidské sluhy, l'Cie (výslovnost: l-sí), kterým vypálí znamení podobné tetování, symbolizující Cocoon nebo Pulse dle původu dotyčného Fal'Cie, a zadá mu prostřednictvím vizí Poslání (angl. Focus) a časový limit na jeho splnění. Pokud své Poslání nesplní, je l'Cie za trest přeměněn do nemyslícího monstra Cie'th (výslovnost: Sít).
Ve třináctém díle byla šestice l'Cie pověřena Posláním zničit veškerý život způsobením pádu Cocoonu na povrch Gran Pulse, aby Fal'Cie, nespokojeni se svým žitím, přivolali boha-Stvořitele k přebudování světa. Aby se tomu zabránilo, vytvořily Fang s Vanille díky přeměně v Ragnaroka, zamýšleného původně k provedení díla zkázy, obří křišťálový sloup, jímž zastavily pád Cocoonu a stvořily tak nepřehlédnutelnou dominantu Gran Pulsu.
Tato událost dala vzniknout novému kalendáři (AF - After Fall, neboli po p. - po pádu). V roce 3 po p. je většina obyvatel Cocoonu přestěhována na liduprázdný Gran Pulse a obyvatelstvo někdejšího vyčištěného města Bodhum založilo Nový Bodhum na vzdáleném pobřeží s nádherným panoramatem na sloup s Cocoonem. Namísto vlády Svatyně vznikla postupně nová technokratická vláda, zvaná Akademie, jež si kladla za cíl vládnout bez pomocí Fal'Cie, kteří za časů Svatyně poskytovali lidem úplně vše k životu a k uspokojení potřeb. Fal'Cie Cocoonu buď zemřeli v boji se svými l'Cie, nebo jich velká většina upadla do hlubokého spánku kvůli odstřižení od energie zemřelého Sirotka. Cocoon se stal těžko obyvatelný, avšak Akademie se rozhodla nahradit funkce Fal'Cie technologickými náhražkami. Část obyvatelstva tedy na Cocoonu zůstala a Palumpolum se stalo novým hlavním městem namísto zpustošeného a potemnělého Edenu.
Hráč kromě Cocoonu a Gran Pulsu navštíví další lokace, vzniklé kvůli časovým paradoxům, kam hlavní postavy přeskočí branami času skrze Křižovatku věků. Dvě nejdůležitější jsou Prostor mimo čas (Void Beyond), vyplňující reálnost mezi jednotlivými časy, a Valhala, sídlo bohyně, Její Prozřetelnosti Etro. Valhala je temný svět na samém okraji času a bohyně Etro zde zadržuje temnou energii chaosu, aby neunikla a nezničila časovou osu.

### Seznam postav ve hře
Hráč má k dispozici pouze dvě hlavní postavy. Třetí doplňuje ochočené monstrum. Dočasně jsou hratelné postavy další dvě.

#### Hlavní postavy
Serah Farronová (セラ・ファロン - Sera Faron)
Dabing: Minako Kotobukiová (japonsky), Laura Baileyová (anglicky)
21leté děvče, mladší sestra Lightning a Snowova snoubenka, bývalá l'Cie Pulsu. Po pádu Cocoonu byla znamení l'Cie zbavena a v Novém Bodhumu působila jako učitelka. Jako jediná ve městě si pamatovala pravdu o zmizení Lightning. Uchovala si schopnosti vládnout magii jako její starší sestra, aniž by byla l'Cie, a dokáže též ovládat vůlí příšery. Po setkání s Noelem se rozhodla Lightning najít. Bojuje za pomocí zvláštní zbraně, lukomeče, jež představuje jednu z mnoha podob moogla Moga.
Noel Kreiss (ノエル・クライス - Noeru Kuraisu)
Dabing: Daisuke Kišio (japonsky), Jason Marsden (anglicky)
18letý mladík, jenž přišel z budoucnosti najít Serah, aby ji dovedl za Lightning. Pochází z roku 700 po p. a je posledním žijícím člověkem na Umírajícím světě. Kvůli tomu je i přes svou veselou povahu často sklíčený a nepomáhá mu ani částečná amnézie vinou paradoxů. Je však nadšen z barevnosti a života v různých místech a dobách, kterou ze svého domova neznal. Nesnese lidi, kteří zbytečně riskují vlastní život. Svou schopnost cestovat časem chce využít ke změně minulosti tak, aby v jeho době svět neumíral. Bojuje s mečem.

#### Dočasně hratelné postavy
Lightning (ライトニング - Raitoningu)
Dabing: Mája Sakamotová (japonsky), Ali Hillisová (anglicky)
Její skutečné jméno je Claire Farronová, kterého se vzdala v 15 letech po smrti rodičů. Tato bývalá příslušnice Ochranného sboru a l'Cie Pulsu ve svých 21 letech beze stopy zmizela a na Gran Pulsu po ní zbyla jen její dýka, kterou dostala od Serah k narozeninám. Dle ostatních buď zemřela, nebo je krystalem uvnitř cocoonského sloupu spolu s Fang a Vanille. Ve skutečnosti začala ve Valhale plnit povinnosti strážkyně bohyně Etro. Ve Valhale se naučila používat magii i ovládat eidolona Odina i bez moci l'Cie, dále se naučila ovládat příšery.
Sazh Katzroy (サッズ・カッツロイ - Sazzu Kattcuroi)
Dabing: Masaši Ebara (japonsky), Reno Wilson (anglicky)
42letý pilot tmavé pleti s výrazným účesem ve stylu afro, v němž bydlelo mládě chocoba. Má jediného syna Dajhe a vinou nepřízně osudu byl jedním z šesti l'Cie Pulsu. Po záchraně Cocoonu se vrátil ke své profesi a pilotoval dopravní letoun na lince Gran Pulse - Cocoon. Jednoho dne byl se svým synem za letu pohlcen vírem vzniklým z paradoxu a ocitl se v neznámé době na světě Serendipity, v obřím zábavním parku a kasinu. Od majitele Serendipity se dověděl o narušení času samotného, a tak se ocitl v roce 500 po p., v předvečer pádu Cocoonu.

#### Hosté
Snow Villiers (スノウ・ヴィリアース - Sunó Viriásu)
Dabing: Daisuke Ono (japonsky), Troy Baker (anglicky)
23letý obyvatel Nového Bodhumu, velitel polovojenské organizace NORA, snoubenec Serah, bývalý l'Cie Pulsu. Své nastávající ženě věřil, že si pamatuje na zmizení Lightning, přestože si to sám nepamatoval. Dva roky od jejího zmizení se vydal zcela sám na výpravu a stal se z něj cestovatel časem. Postupně zjišťoval, co za vším stojí. Během svých cest se znovu stal l'Cie, aby snáz dosáhl cíle své mise.

#### Ostatní NPC
Mog (モーグリ - Móguri)
Dabing: Sumire Morohoši (japonsky), Ariel Winterová (anglicky)
Jedná se o moogla, létajícího skřítka s netopýřími křídly a s krystalovou bambulí vyrůstající z hlavy. Je plachý, avšak velmi starostlivý. Na mooglím světě ho pohltil paradox a ocitl se nakonec ve Valhale, přičemž ztratil veškeré vzpomínky, ani si nepamatoval své pravé jméno. Přijal za své zdejší pravidlo, že slabší slouží silnému, avšak on byl natolik slabý, že ho nepřijali eidoloni Odin ani Valfodr. Nakonec se ho po jeho snadné porážce ujala Lightning, které se při bitvě s Bahamutem uvnitř Chrámu bohyně Etro proměnil ve zbraň v momentě ohrožení jejího života. Je schopen detekovat a odkrývat neviditelné objekty. Pro obyvatelstvo je kuriozitou, neboť nikdo živého moogla ještě nikdy neviděl.
Hope Estheim (ホープ・エストハイム - Hópu Esutohaimu)
Dabing: Júki Kadži (japonsky), Vincent Martella (anglicky)
Tento bývalý l'Cie Pulsu se po záchraně Cocoonu pustil jako dobrovolník do relokace obyvatelstva a trávil tři roky pečlivým studiem k odčinění svých hříchů coby l'Cie. Než Snow zmizel v čase, vyslechl si od něj, že Lightning možná někde pořád žije. V Akademii působil nejprve jako asistent svého otce a pokračoval ve studiích, která dokončil v roce 5 po p., kdy zároveň stanul ve svých 19 letech v čele celé Akademie. Coby zanícený vědec a idealistický vůdce usiloval o odvrácení špatné budoucnosti, v lidské společnosti se proto stal velmi váženým.
Oerba Dia Vanille (ヲルバ＝ダイア・ヴァニラ - Woruba-Daia Vanira)
Dabing: Jukari Fukuiová (japonsky), Georgia van Cuylenburgová (anglicky)
19letá (resp. 1119letá) bývalá l'Cie Pulsu, jež spolu s Fang zachránila Cocoon přeměnou v křišťálový sloup. Během dlouhého spánku v krystalické podobě cítila přítomnost Etro, kterou duchovenstvo obce Oerba v minulosti považovalo za temnou a strašlivou bohyni, nyní o tom Vanille pochybuje. Se Serah se setkala ve Snovém světě a v roce 500 po p.
Oerba Yun Fang (ヲルバ＝ユン・ファング - Woruba-Jun Fangu)
Dabing: Mabuki Andóová (japonsky), Rachel Robinsonová (anglicky)
21letá (resp. 1121letá) bývalá l'Cie Pulsu, jež spolu s Vanille zachránila Cocoon přeměnou v křišťálový sloup. Během spánku v krystalické podobě přemýšlela, proč Lightning vůbec chrání Etro, kterou má i nadále za krutou bohyni, která posílá eidolony zabíjet svoje l'Cie.
Alyssa Zaidelleová (アリサ・ザイデル - Arisa Zaideru)
Dabing: Jóko Hikasová (japonsky), Kim Mai Guestová (anglicky)
19letá členka Akademie, která se z nejnižších pozic vypracovala v asistentku a pravou ruku Hopa. Serah a Noelovi pomáhala v cestování časem ke změně budoucnosti, avšak v rozhodující momenty se ukázala být podlou zrádkyní.
Paddra Nsu-Yeul (パドラ＝ヌス・ユール - Padora Nusu-Júru)
Dabing: Marija Iseová (japonsky), Amber Hoodová (anglicky)
Její jméno znamená Yeul z kmene Nsu z města Paddra. Jedná se o pradávné věštkyně na Gran Pulsu vzešlé z dávných dob daleko před Válkou překročení. Yeul je po své smrti vždy v kmeni Vševidoucích znovuzrozena v novou Yeul o stejné podobě, schopnostech, osudu i jménu. Jejich věk kolísá mezi 14 a 17 léty dle doby, ve které se setkají se Serah a Noelem. S těmi, s Caiem a s mnoha paradoxy je propojen její smutný osud. Pravidelně totiž umírá před dovršením dospělosti. Každá reinkarnace má jiné „srdce,“ tedy úplně stejné nejsou a mají různé povahy.
Paddra Ballad-Caius (パドラ＝バラッド・カイアス - Padora Barado Kaiasu)
Dabing: Hiroši Širokuma (japonsky), Liam O'Brien (anglicky)
Caius z kmene Ballad z města Paddra, znám zkráceně jako Caius Ballad. Dříve užíval jiné, neznámé jméno. Ballad byl totiž jeho vyzyvatel na souboj, který jej kdysi přemohl, ale místo konečné rány se vrhl do sebevražedného útoku proti nájezdníkům, kteří právě napadli Paddru, aby zabili či unesli Yeul. Přijetím jména Ballad, či přízvisko "z Ballad," Caius uctil jeho památku, neboť svým činem nesobecky ochránil Yeul a sám Caius cítil, že toho dne měl zemřít a Ballad zaujmout jeho místo. Jedná se o hlavní zápornou postavu hry, která svádí nekonečnou bitvu s Lightning ve Valhale. Dále sleduje postup Noela a Serah. Je bývalým l'Cie Pulsu s Posláním chránit Yeul. Znamení l'Cie byl zbaven bohyní Etro, která mu dala své Srdce chaosu, tedy je nesmrtelný. Avšak velmi ho rmoutí osud Yeul, a proto celá staletí spřádá plány na zničení Etro, aby ukončil Yeulin cyklus předčasných úmrtí a znovuzrození. Přestože po většinu příběhu nedává najevo žádné city a emoce, na konci hry ze sebe vypustí slova o svém věčném utrpení.
Etro (エトロ - Etoro)
Etro je bohyně a klíčová postava hry, která sice coby bohyně není až tak mocná, ale dle pulských legend ve Valhale, Skryté říši, zadržuje chaos, aby se nepřelil do světa smrtelníků. S vypětím všeho svého božství tak představuje rovnováhu mezi světy živých a mrtvých. K lidstvu přistupuje s láskou a významným osobám pomáhá svými požehnáními či zázraky. Avšak cena za její zázraky bývá strašlivá, je přece jen bohyní smrti. Příslušníci kmene Vševidoucích však Etro velmi ctí.

## Příběh

### Prolog (0-3 po p.)
Dle novely Final Fantasy XIII -Episode i-, jež tvoří epilog Final Fantasy XIII, evakuovaly zbytky PSICOMu, Ochranného sboru a Kavalérie zhruba dvě třetiny obyvatel Cocoonu. Zbytek následkem událostí na konci Final Fantasy XIII zemřel v bojích, nejvíce jich bylo z obcí v okolí Bodhumu, avšak většina obyvatel Bodhumu samotného byla tohoto osudu „ušetřena“ díky proběhlé (a zásluhou NORY nezdařené) Čistce.
Bezprostředně po procitnutí na Gran Pulsu se Lightning, Serah a Snow rozhodli založit Nový Bodhum, avšak Lightning se beze slov vytratila a vydala se s vidinou, že její boj zdaleka není u konce, na cestu za záchranou Fang a Vanille. Věřila, že jí pomohou znalosti původních obyvatel Gran Pulsu, kteří mohli dosud přežívat v oblastech, které nenavštívili. Pilot Sazh pomáhal se svým synem Dajhem s evakuací obyvatel na Gran Pulse. Hope se dověděl, že jeho otec Bartoloměj přežil, a tak se rozhodl pomáhat, jak šlo. Serah se svěřila Snowovi, že chce být učitelkou, ale když se otočila k Lightning, která jí a Snowovi měla dát své požehnání, nebyla nikde k nalezení.
Na jiném místě se před Lightning ukázalo temné moře, v dáli viděla příšery, ale žádné rostliny ani jiné známky života. Ocitla se v temném světě beze zvuků či barev, kde se zdálo, že celé měsíce či roky proběhnou okamžitě. Přestože se obávala, že se jí pomátly smysly, pokračovala vpřed, jako by hledala něco důležitého. Nahlas se zeptala, „Kam se to pokouším dojít?“ Avšak žádnou odpověď nedostala, neboť se její hlas rozplynul v temnotě. Lightning totiž vtáhla záhadná entita zvaná chaos do Křižovatky věků, což byl vedlejší efekt zásahu bohyně Etro, jež osvobodila ji, Snowa, Sazhe, Hopa, Serah, a Dajhe z krystalu během střetu se Sirotkem.

### Valhala (na konci času)
Lightning se nakonec ocitla ve Valhale, v místě, kde čas nemá žádnou roli, a kde se po zisku Moga stala strážkyní bohyně Etro. Svou nynější roli přijala jako nejdůležitější poslání v životě. Aniž by byla l'Cie, dokázala znovu ovládnout eidolona Odina a k tomu ovládala i hordy příšer, kterými odháněla Caie Ballada, jenž dorazil z Umírající země. Zarmoucený Caius pohřbil do moře chaosu obklopující Valhalu poslední reinkarnaci Yeul a hodlal ukončit existenci Etro, aby uvolnil jí zadržovaný chaos, který zničí celou časovou osu a spolu s tím i minulost. Lightning dostala vizi, že Caia do Valhaly následuje Noel, jenž tak mohl učinit snad díky vzniklým časoprostorových paradoxům.
Caius vedl proti Lightning zuřivou a velkolepou bitvu, do níž se zapojilo bezpočet příšer a eidoloni, v níž statečně bránila obří chrámové město s Etro v jeho nitru. Přímo nad chrámem ve Valhale se během bitvy otevřel portál do světa smrtelníků, tzv. Brána Etro, z níž padal k zemi Noel, kterého Lightning poznala ze snů a vizí, jimiž byla díky požehnání Etro obdařena. Zachránila ho vyvoláním Bahamuta, jenž ho zachytil v pádu, ale Caius odpověděl přeměnou v Bahamuta Chaosu a chystal se na další fázi bitvy. Lightning přivolala moogla Moga, dala ho Noelovi, přikázala mu najít v Novém Bodhumu její sestru Serah a dovést ji do Valhaly, že potřebuje její pomoc. Noel příliš nerozuměl důvodům, ale skočil do otevřené Brány času, zatímco Caius přivolal déšť meteorů přímo nad chrám Etro a Lightning se v posledních okamžicích vrhla s eidolonem Odinem do dalšího boje.

### Kapitoly příběhu (3-700 po p.)
Epizoda 1: Svět bez Cocoonu
V Novém Bodhumu v roce 3 po p. se zdál Serah sen o průběhu bitvy Lightning s Caiem a o příchodu Noela. Nedaleko města dopadl zvláštní svítící meteor a Serah se probudila oblečená v jiném oblečení, než v čem šla spát. Vyšla ven a zahlédla vidění. Pláž Nového Bodhumu se měnila v pustinu bez života. Jakmile se vzpamatovala, zastavil se na chvíli čas a na Nový Bodhum zaútočily hordy příšer, které se náhle vynořily z děr v prostoru. Běh času se obnovil a příslušníci NORY s vypětím sil odrazili útok. Příšery zaútočily i na zmatenou Serah, kterou zachránil před jistou smrtí Noel, jenž se v pobřežním městě objevil prakticky současně s příšerami. Předal Serah zbraň, aby se bránila, která se po bitvě přeměnila v moogla Moga. Dle Noela je to dárek od Lightning, čímž Serah šokoval.
Příslušníci NORY tomu však nevěřili, on sám byl opařený pohledem na zvířata a rostliny, které viděl prvně v životě. Lightning je dle nich mrtvá, nebo spí v křišťálovém sloupu spolu s Fang a Vanille. Jediná Serah si pamatovala, že Lightning byla pod sloupem po bitvě se Sirotkem s nimi a beze stopy zmizela. Na místě dopadu meteoru se Noel blíže představil. Přišel z budoucnosti na příkaz Lightning, která potřebuje pomoc od Serah. Ta se meteoru dotkla rukou a ukázalo se, že je ve skutečnosti Bránou času. Následující den se Serah s Noelem a Mogem vydali hledat v okolí artefakt, kterým se Brána času ovládá. Noel poodhalil, že v jeho budoucnosti, téměř 700 let vpřed, zůstal posledním žijícím člověkem. Serah s vidinou setkání s Lightning hodlala projít Bránou času, ačkoliv jí Snow před rokem slíbil, že ji najde a přivede zpět. Jak Serah, Noel a Mog prošli, z dálky je potají sledovali Caius a Yeul.
Epizoda 2: Skrytý vetřelec
Brána času je dovedla skrze Křižovatku věků do roku 5 po p. do trosek Breshy na Cocoonu. Napadla je obří zbraň z budoucnosti Atlas, označená tamní milicí za Paradox Alfa, jenž se opakovaně objevuje ve špatném čase vlivem časoprostorového paradoxu. Atlas ohrožoval všechny lidi z Akademie kolem, a tak ho Noel se Serah zapudili. Po bitvě byli na krátko zatčeni za vstup do zakázané oblasti, propuštěni byli díky intervenci mladé vědkyně Alyssy Zaidelleové. Alyssa je identifikovala jako cestovatele časem a žádala po nich najít způsob, jak zamezit Atlasovi v tom se znovu objevovat, ohrožuje totiž její výzkum. Atlas se ukázal na jiném místě a zjistili, že vyřešením paradoxu oslábne. Po jeho porážce nastal v ruinách Breshy, někdejšího útočiště obyvatel Bodhumu během Čistky, klid. Alyssa poté našla památník se jmény zemřelých při Čistce a zjistila, že jméno její kamarádky tam není uvedené. Často se jí zdály živé sny o tom, že během Čistky sama zemřela, a tak si láme hlavu, zda vše kolem ní nejsou jen iluze. Serah litovala, že Čistku provedli jen proto, že z ní Anima udělala l'Cie.
Epizoda 3: Část 1 - Proroctví naděje
Se ziskem dalšího artefaktu se další Bránou času přesunuli Křižovatkou věků do roku 10 po p. do masívu Yaschas na Gran Pulsu. Oblast byla zahalena do tmy zatměním slunce, dle Noela ale mělo nastat díky fal'Cie Fenrirovi až 500 let před jeho narozením, tedy se dle Serah musí jednat o paradox. Pod rouškou tmy došli do ruin města Paddra, kde je napadlo monstrum Aloeidai, jež je oba chtělo vtáhnout do časoprostorového víru. Přesnou ranou bumerangem je zachránil vůdce Akademie, Hope Estheim. Dovedl je za svou asistentkou Alyssou, oběma bylo již 24 let a na základě jejich znalostí Bran času a paradoxů se Hopovi podařilo odhadnout, kde a kdy se objeví příště, tedy je očekával. Akademie zde studovala dějiny Gran Pulsu a města Paddry. Město obýval národ Vševidoucích, vedený Yeul, která předpověděla jeho zkázu. Tím způsobila neklid, jenž přerostl v občanskou válku, čímž se proroctví naplnilo. Hope se domníval, že Yeul byl jen titul. Ukázali jim zvláštní přístroj, orákulum. Ten jim přehrál momenty vedoucí ke vzniku křišťálového sloupu Cocoonu a rozmazané záběry Lightning bojující ve Valhale.
Domnívali se, že vlivem paradoxu je orákulum poškozené, a proto se s artefaktem od Hopa vydali jinou Bránou času ho vyřešit. Dostali se do vsi Oerba v roce 200 po p. Oerbu však něco na způsob černé díry vysávalo do Prostoru mimo čas, a tak Noel se Serah řešili hned vícero paradoxů v Časových trhlinách. Temnota se rozpustila a obnovily se zachovalé trosky vesnice, do které Akademie zakázala vstup a ponechala ji netknutou jako památník na počest Fang a Vanille. Na střeše školní budovy nalezli další orákulum, které zobrazilo setkání Serah s Lightning. Dvojici přerušili Caius a věštkyně Yeul, kteří je celou dobu v Oerbě sledovali. Noel byl tímto setkáním šokován, avšak Caius odhalil, že toto není Yeul, kterou on znal. Díky jejím viděním zná jejich cesty časem, a tak chtěl oba potrestat. Po krátké bitvě, kterou zastavila Yeul prohlášením, že čas již byl změněn, ona i Caius opustili Oerbu a zanechali tam artefakt. Ještě před odchodem Yeul poznamenala, že se změnou budoucnosti se změní i minulost.
Odstraněním paradoxu v Oerbě odstranili i paradox v masivu Yaschas. Ale návrat tam je dostal do alternativní reality, označené 1X po p. Zde k předčasnému zatmění slunce Fenrirem nikdy nedošlo. Před Paddrou potkali znovu Yeul, tentokrát samotnou, jež pravila, že Yeul, kterou potkali předtím, pocházela ze vzdálené budoucnosti. Dále řekla, že obě umí vnímat časovou osu a vést lidi po správné cestě. Ukázala na Serah a tajemným hlasem jí oznámila, že je nositelkou Očí Etro jako ona sama. Na velínu Akademie v Paddře se znovu sešli s Hopem a Alyssou, ale oba výzkumníci si na předešlé shledání vůbec nepamatovali, protože v této realitě Serah s Noelem nikdy nebyli. Hope jim po rekapitulaci událostí přehrál záznam orákula, kde byl tentokrát boj Lightning zaznamenán zřetelně, dále i zřícení křišťálového sloupu Cocoonu zásluhou Caia, co si Noel pamatoval z vyprávění jako největší katastrofu, které předcházela válka obřích strojů Atlas. Hope toužil takovou budoucnost změnit.
Serah s Noelem ho podpořili a soustředili se na to zabránit druhému pádu Cocoonu. Hopa po pochopení, že cestují i pozměněným časem, napadla možnost, že Noel ve skutečnosti pochází z pozměněné budoucnosti, kde se nic takového, co on pamatuje, stát nemá. Hope tedy slíbil, že Akademie bude připravena na minimalizaci škod druhého pádu, je-li neodvratný, zatímco Serah s Noelem budou pokračovat v řešení dalších paradoxů v různých časech. Po jejich odchodu z Paddry zdejší Yeul zemřela v Caiově náručí. Serah s Noelem skončili v nestabilní škvíře mezi Branami času, zvané Prostor mimo čas, který zdánlivě připomínal Valhalu. Serah si však zoufala, že Lightning už asi nikdy neuvidí, avšak Noel ji uklidnil, že s každou další Bránou, kterou projdou, jsou blíže tomuto cíli. Bránou času se vrátili zpět na Křižovatku věků.
Epizoda 3: Část 2 - Přísaha
Přicestovali do Rozmarného luhu (Sunleth Waterscape) v roce 300 po p., kde Serah dostala vizi o Snowovi v nebezpečí, a rozběhla se za ním. Našli ho marně válčit s obřím rosolem, zvaným Královská přezrálost. Pomohli mu ho zahnat, ale obří rosol se zregeneroval. Po setkání Serah a Snowa po takové době chtěl Noel vědět, co tady dělá. Snow oběma vysvětlil, že se stal také cestovatelem v čase, protože ho Lightning ve snu žádala, aby za každou cenu ochránil křišťálový sloup Cocoonu spolu s Fang s Vanille. Zjistil, že přemnožení a přerostlí rosolové rozleptávají sloup. Společně došli k závěru, že se jedná o další paradox. Sledováním zástupů mláďat rosolů nalezli dva artefakty. Snow přitom stihl rozčílit Noela svým zbrklým sedláním obří nestvůry. Brána času však Snowa odmítla, neboť pro něj existují jiné cesty časem, a tak slíbil, že na ně počká. Dostali se do kolosea ve ztraceném prostoru mimo čas, kam bytosti ze všech míst a věků chodí zkoušet své bojové dovednosti. Od protivného Arbitra času získali další artefakt.
Další cesta vedla na Gran Pulse do rozbouřené Archyltské stepi patrně v době před Válkou překročení. Ve vsi místních lovců se dověděli o netvorovi jménem faeryl, jenž vysává jediným nádechem rosoly po tuctech. Serah napadlo, že je zdrojem paradoxu a posílá rosoly časem do Rozmarného luhu. Naučili se ovládat jejich stroj na změnu počasí, aby ho vylákali a porazili. S potřebným fragmentem se vrátili zpět do Rozmarného luhu, kde Snow nečekal, jak slíbil, ale zaútočil zcela sám na obřího rosola Mutantomata, jenž představoval skutečnou podobu Královské přezrálosti, tentokrát neovlivněný paradoxem. Tedy se po své porážce již nezregeneroval. Noel vynadal za nečekání Snowovi, jenž se za to omluvil a žádal ho, aby dal pozor na Serah. Snow se začal vypařovat, dle Noela díky vyřešenému paradoxu: mizí i věci a lidé, kteří by zde neměli být. Serah si stihla všimnout, že je Snow znovu l'Cie. Dle Noela proto, aby získal moc k ochraně přátel a splnění cíle. Ve skutečnosti k tomu donutil fal'Cie Kaktuara, trpícího ztrátou paměti. Noel si Snowa neoblíbil pro jeho zbrklost a bezhlavost. Připomínal mu kamaráda z dětství, který kvůli tomu zbytečně zemřel.
Noel, Serah a Mog se vydali do prostoru mimo čas, aby si odpočinuli. Mohli navštívit i kasino mimo prostor a čas Serendipity, kde lze najít Sazhe, jenž též cestuje časem. Noel se ptal Serah na její vize o něm a Lightning, které měla té noci, kdy přicestoval. Serah chtěla vědět více o Yeul, kterou už dvakrát potkali. Ani jedna ale nebyla ta, kterou znal na Umírajícím světě. Odmítl, že by byla cestovatelkou v čase jako oni, protože se po své smrti vždy narodí nová Yeul v kmeni Vševidoucích coby jeho vůdkyně o stejném vzhledu, hlasu a se stejnou mocí. Serah zajímalo, co se stane, až vyřeší všechny paradoxy. Dle Noela vytvoří nejspíš budoucnost, ve které se on nikdy nenarodí.
Epizoda 4: Nebeský ráj
Ocitli se na Gran Pulse v obřím a vyspělém velkoměstě Academia v roce 400 po p., nad kterým bděl proto fal'Cie, jenž si jich ihned všiml a přeměnil spoustu obyvatel v Cie'thy. Při úprku v hustém dešti narazili na Caia, jenž je označil za rozpor v časové ose, a proto má všechny důvody je zničit, neboť měli zemřít ve věži před 200 lety, jakmile se dověděli o tam uchované zakázané minulosti. Jelikož jsou nyní zde, musejí být paradox. Caius zmizel a nechal za sebe bojovat skupinu dalších Cie'thů. Po jejich porážce ho pronásledovali, avšak v hustém dešti jim mizel z dohledu. Nakonec narazili na Yeul, na kterou útočilo několik Cie'thů vedených Zenobií. Yeul byla během bitvy smrtelně zraněna a Noelovi řekla, že dle vidění měla zemřít přesně takto. Její přežití by způsobilo rozpor v časové ose, a proto Caius v Academii nikdy nebyl a ani teď tu není. Noelovi dále řekla, že není Yeul, kterou znal, ale přesto mu děkuje a zemřela v jeho náručí, s artefaktem v ruce. Serah si vyčítala, že Yeul zemřela kvůli nim, protože oni sami představují paradox.
Oba s Mogem odcestovali do 52podlažní skleněné věže Augusta na Gran Pulsu v roce 200 po p., kde zahlédli Caia kráčejícího na vrchol. Ve věži bylo množství osob, které je však ignorovaly a hleděly do prázdna. Nedaleko výtahu potkali Alyssu, jež prozradila, že se jedná o umělé holografické duplikáty bývalých zaměstnanců Akademie, včetně jí samotné. Požádali kopii Alyssy o doprovod na vrchol věže. Cestou se od ní dověděli o zakázané minulosti z roku 13 po p. Tehdy byla výstavba věže Augusta dokončena jako součást projektu "Proto fal'Cie," jehož chtěl Hope použít k povznesení Cocoonu zpět k nebi, aby se nezřítil z křišťálového sloupu. Ve věži vznikla umělá inteligence (UI) a úložné systémy Akademie o nepředstavitelné kapacitě a výpočetním výkonu. Avšak UI se krátce po spuštění vzbouřila a zabila veškerý personál včetně Hopa a Alyssy. UI vytvořila tyto kopie k zamaskování masakru a sama dokončila vývoj proto fal'Cie, jehož obdařila i schopností tvořit z lidí l'Cie a Cie'thy.
V nejvyšším patře potkali Yeul, na kterou narazili dříve v Oerbě. Předala jim další artefakt a vyzvala je k ochraně časové osy. Řekla, že nesmrtelný Caius zná celou časovou osu, jelikož si pamatuje proroctví všech Yeul. Lightning zmizela kvůli změně budoucnosti a po vyřešení paradoxů se vrátí i minulost do stavu, jak si ji Serah pamatuje. Prozradila, že Caius z budoucí Academie byl napodobenina stvořená strojem, jenž si uvědomil sebe samého. Yeul je vyzvala, aby stvořili lepší budoucnost. Po spatření takové vize zemřela s úsměvem na rtech. Caius plakal a přísahal, že bude vždy pamatovat na její bolest. Serah a Noel se vydali zastavit UI. Nahoře je napadl proto fal'Cie Adam, který využívá UI a paradox, aby se udržel funkční. Díky paradoxu totiž ovládl UI minulosti a zmanipuloval svůj vlastní vznik. Stal se živoucím paradoxem a skutečným vládcem Akademie. Adam se po každé porážce vydal časem jinam, aby se vrátil posílen. Po nekonečných bitvách začali být Serah s Noelem vysíleni a hrozila jim smrt. Zoufalá Serah křičela a nadávala na Hopa za sestrojení takového stroje. Ihned poté Adam okamžitě zmizel, jako by vůbec nikdy neexistoval, a byl zároveň vyřešen paradox ve věži Augusta. Serah zasáhlo vidění budoucnosti, které ji málem uvedlo do mdlob.
Návrat do města Academia byl do alternativní reality do roku 4XX po p., kde Adam neexistoval. Místo dešti bičovaného smutného velkoměsta viděli pulsující metropoli plnou dospělých užívajících si život i dětí vracejících se ze škol. Hope se tam ocitl také, tedy ho vyhledali v sídle Akademie, kde po 387 letech opět převzal vedení. Hope a Alyssa též cestovali časem, nikoliv Branou času, ale v časové kapsli dle návrhu Alyssy, kde celá staletí spali. Prozradil jim, že v orákulu tehdy spatřil jejich boj s Adamem, a proto projekt ukončil a přišel s projektem "Nový Cocoon." Tam hodlá evakuovat všechno obyvatelstvo, aby uniklo zkáze, jež má přijít za sto let s druhým pádem Cocoonu. Dále se dověděl se o levitující Třinácté arše a potřeboval vědět, jak funguje, aby takovou technologii zabudovali do Nového Cocoonu, jehož výstavba běžela již celá staletí. Vědci zjistili, že levitaci umožňují gravitonová jádra a k povznesení Nového Cocoonu je třeba minimálně pěti.
Serah, Noel a Mog tedy vstoupili do Křižovatky věků, aby potřebných pět gravitonových jader dle vytipovaných míst a časů nalezli. Je naznačeno, že je poschovával během svého putování Snow. Alyssa jim pak za odměnu darovala artefakt k odemčení dříve poškozené Brány času ve městě. Hope s Alyssou se před Bránou rozloučili a slíbili si, že se uvidí opět za sto let. Jakmile Serah s Noelem vstupovali do Křižovatky věků, Alyssa se ušklíbla, čehož si všiml Mog, ale bylo příliš pozdě. Snažil se tedy Serah s Noelem varovat dodatečně, avšak závadný artefakt způsobil narušení jejich cesty a celá trojice byla rozdělena. Alyssa se totiž dala zlákat Caiem ke zradě, jenž líčil past. Sama totiž představovala živoucí paradox a během let přišla na to, že v napravené časové ose zemřela během Čistky v Bodhumu v závalu jeskyně, kam se ukryla se svou kamarádkou před vojáky PSICOMu, jež však přežila místo ní.
Epizoda 5: Čas utíká
Serah a Noel se ocitli v Prostoru mimo čas na různých místech, Mog byl fázově posunut, a proto nebyl vidět ani slyšet. Noela našel Caius a probodl ho mečem zezadu. Serah potkala Yeul ze vzdálené minulosti, která popsala toto místo jako jeden z mnoha stínů Valhaly. Opodál stála Yeul z roku 3 po p., jež ji poučila o požehnání od bohyně smrti Etro sídlící ve Valhale, tedy o Očích Etro. Díky nim jsou obě schopné vidět budoucnost coby její vyvolené. Etro nežádá nic na oplátku, s touto mocí může naložit libovolně, dovolí-li jí to svědomí. Třetí Yeul vyprávěla příběh o osvobození l'Cie bohyní Etro z krystalu a o odstranění znamení v den pádu Cocoonu. Tím však Etro způsobila narušení samotného času, ale byla příliš zesláblá, aby ho vlastními silami napravila. Čtvrtá a poslední Yeul žije a umírá za všech věků. Pověděla, že Prostor mimo čas po její smrti nabude formu jejích nejniternějších představ. Ptala se Serah, proč usiluje o změnu času a proč se staví proti Caiovi. Varovala ji, že se s každou změnou časové osy přibližuje vstříc smrti.
Tuto Yeul obklopil chaos a poté se proměnila v Caia. Serah byla nucena s ním bojovat sama. Během boje přiznal, co provedl s Noelem, a prozradil, že následkem rozhodnutí Etro osvobodit z krystalu ji i ostatní l'Cie způsobil tento zázrak neštěstí jinde. Yeul byla prokleta. Všechny Yeul ze všech časů totiž začaly umírat příliš mladé a on musel prožívat jejich smrt tak často znovu a znovu. Proto naplánoval zničení času jako takového, aby vše skončilo ve Valhale, kde čas neexistuje. Tak Yeul osvobodí. Caius probodl Serah zezadu, z níž začal unikat ve velkém černý dým chaosu.
Serah se probrala ve starých a ušpiněných šatech na pláži za Novým Bodhumem, kde si z ní utahovali Lebreau, Gadot a ostatní. Byla zmatena, protože o žádné cestě ani o žádném Noelovi nikdy nic neslyšeli. Doma narazila na Snowa, svého manžela, který jí řekl, že Lightning je někde kolem také. Serah si uvědomila, že nic z toho není skutečné, a že nyní žije ve snu, kde vše plyne dle jejího přání. Na molu potkala Lightning, která ji pokoušela k tomu navždy setrvat ve snovém světě. Serah si vzpomněla, že skutečná Lightning bojuje ve Valhale a čeká tam na ni. Proto odmítla nabídku této falešné Lightning, která se rozplynula v chaos, přítomný v srdci každého člověka. Utekla k místu dopadu meteoru, které zde bylo netknuté, avšak slyšela známý hlas. Před ní se ukázaly Vanille s Fang, aby jí pomohly, třebaže s Fang se vidí prvně. Jelikož všechny tři nyní žijí ve snovém světě, byly schopny ji vyhledat přímo. Chtěly jí pomoci po odmítnutí falešné Lightning opustit snový svět v Prostoru mimo čas. Noel bude podobně potřebovat pomoc od ní, aby se on probudil ze svého snu. Vanille a Fang po sobě zanechaly časoprostorový portál, který Serah dovedl do Noelova snu, a její sen opustily.
Noel žil ve snu vlastními vzpomínkami na domov v Umírajícím světě v roce 700 po p. Serah, která měla pohled zatemněný, spatřila jeho lov behemota, nejspíš jediného zdroje potravy široko daleko, a vyslechla jeho rozhovory s Caiem a s Yeul, která toho dne slavila narozeniny, ačkoliv oslava měla být skromná, jen ve třech lidech v rozpadající se usedlosti Vševidoucích. Ostatní lidé totiž zemřeli hlady nebo kvůli nemocem. Noel, jenž nebyl schopen vnímat Serah, toužil stát se strážcem Yeul. Dle Caia se jím může stát jedině po bitvě s ním na život a na smrt, aby získal jeho Srdce chaosu, dar od Etro, který v sobě nosí celé věky. Strážce smí být jen jeden a pokud přestane Srdce chaosu bít, bohyně Etro zemře, nespoutaná moc chaosu z Valhaly bude vypuštěna na svět smrtelníků a zničí celou časovou osu. Noelův návrh vydat se hledat v umírajícím Gran Pulsu další lidi, aby nebyla Yeul jen s nimi tak sama, zavrhl jako bláznovství. Noel tehdy netušil, jak je to s Yeul doopravdy.
Caius ho donutil bojovat, hladce ho porazil a uvědomil si, že Noel není ani zdaleka silný na to, aby ho mohl zabít. A tak se Caius hodlal dostal do Valhaly jiným způsobem, aby tam zabil bohyni Etro, čímž osvobodí Yeul. Poprvé po stovkách či tisících let strážení se zpronevěřil svému poslání a opustil Yeul aktivací chaosu ve svém srdci, aby se přesunul do Valhaly. Noel tedy zůstal s Yeul sám, ale stihl toho dne jen dělat jí společnost při jejím posledním vidění budoucnosti v životě, které z posledních sil nahrála do orákula. Zemřela v jeho náručí šťastná a slíbila mu, že se opět shledají. Tak Noel zůstal na celém Umírajícím světě resp. Gran Pulsu sám. Rozhodl se pronásledovat Caia až do Valhaly a až do úplného vyčerpání hledal cestu. Z milosti Etro byl však vtažen do podivného světla, jež ho zvedlo do vzduchu, ale Serah ho při tom dohnala a pomohla mu probudit se ze snu.
Uprostřed pustiny mu vysvětlila, že chce pokračovat ve vytyčené cestě, ale Noel váhal, neboť mu až nyní došlo to, co si dříve nepamatoval vlivem paradoxů, které mu pozměnily paměť. V tohoto snu zjistil pravý důvod, proč Yeul zemřela v den svých patnáctých narozenin. Při každé vizi budoucnosti, které vlivem paradoxů přicházely často, se jí zkrátil život. Pokud bylo vidění dostatečně silné, zabilo ji to okamžitě a nebylo proti tomu obrany. Jelikož Serah má Oči Etro stejně jako Yeul, je její život při každé změně časové osy vyřešením jakéhokoliv paradoxu v ohrožení. Serah nehodlala ustoupit strachu ze smrti a své křehké zdraví dá v sázku za záchranu budoucnosti všech. Vrátili se společně do zaprášené usedlosti Vševidoucích uprostřed pustiny s popelavým pískem, mrtvými pahýly stromů a holými skalami kolem.
Nalezli Yeulino orákulum, v němž viděli Noela bojovat za záchranu budoucnosti a šťastné shledání Noela s Yeul. Orákulum samo o sobě způsobilo narušení časoprostoru, skrze které se za nimi vrátil Mog, jehož ducha prý z vězení v Prostoru mimo čas zachránila Lightning. Přinesl též informace, kdo vlastně Caius je. Stal se l'Cie Pulsu s Posláním chránit Yeul poté, když zabil jejího předešlého strážce. Znamení l'Cie byl zbaven bohyní Etro, která do něj přenesla Srdce chaosu, aby mu zajistila nesmrtelnost. Noel a Serah si uvědomili, že Caius spřádal svůj plán celá staletí a využíval znalostí a moci všech inkarnací Yeul, které zažil, k vytvoření paradoxů, na něž během putování naráželi, aby dosáhl jediného cíle: zabít bohyni Etro a zničit celý svět.
Poslední epizoda: Věčnost zaslíbená
Serah, Noel a Mog prošli skrz trhlinu v čase z Umírajícího světa do Nového Bodhumu v roce 700 po p. Město i veškeré jeho okolí bylo zcela mrtvé, sloup s Cocoonem nebyl nikde, moře bylo vyschlé a pod žlutým nebem ani nefoukal vítr. Potkali zde Lightning, nyní opravdovou, jež sem odskočila z Valhaly. Převyprávěla jim svůj příběh, jak se ve Valhale vůbec ocitla, jak přišla k Mogovi a jak se stala vyvolenou bojovnicí bohyně Etro a její strážkyní. Svěřila se jim s tím, že Caius plánoval strhnout Cocoon k zemi, aby katastrofa globálních rozměrů prakticky okamžitě vyhubila lidstvo. Takový nával zemřelých duší totiž otevře Bránu Etro do Valhaly dokořán a tím se otevře cesta pro chaos z Valhaly do světa smrtelníků. Chaos obklopí celý Gran Pulse a přemění ho v místo, kde nebude ani čas ani smrt, v podstatě ho promění v druhou Valhalu.
Noel řekl svůj názor, že Caius tak činí pro dobro Yeul, aby již netrpěla v cyklu znovuzrození a smrti, avšak Caius nedbal na to, že si nic z toho žádná Yeul nepřála. Dle Lightning musí být Caius neprodleně zastaven, má-li vůbec nějaká budoucnost existovat, a to naráz jak ve Valhale, o což se postará ona, tak ve světě smrtelníků, o což se mají postarat oni dva. V roce 500 po p. završí Hope své celoživotní dílo a vypustí Nový Cocoon. Caius bude chtít poslat k zemi oba dva Cocoony nárazem jednoho do druhého. Lightning je ujistila, že záchranou Nového Cocoonu a zastavením Caia bude správná časová osa definitivně obnovena. Mog nedaleko odhalil novou Bránu času, která vede přesně tam, kam potřebují. Serah se své starší sestry ptala, zda budou potom opět spolu, a ta se usmála, že nejprve bude jedno a pak druhé. Lightning se vrátila do Valhaly, mimo ni nesmí setrvat dlouho.
Dorazili do města Academia v roce 500 po p., jež byla zásluhou Caia zamořena chaosem. Obyvatelstvo bylo již evakuováno do nových měst na Nový Cocoon pod vedením Hopa, který se znovu přesunul časem v časové kapsli, ale už bez Alyssy, jež zmizela s vyřešeným paradoxem. Postupem přes plošiny ovládané chaosem slyšeli Noel a Serah hlas Yeul, která k nim skrze moc chaosu promlouvala telepaticky, aby nebojovali s Caiem a nezabíjeli Etro. Tato Yeul byla očividně jiná než předešlé. Byla zlá, trpěla jako dítě zavržením vlastní matkou a odtažitá byla i vůči Caiovi, jenž jí slíbil, že její poslední inkarnaci nechá prožít normální život mezi lidmi. Přes překážky s velmi silnými příšerami doskákali před budovu ředitelství Akademie, kde na ně náhle zaútočil Caius, jenž se proměnil v létajícího Bahamuta Chaosu a přivolal velké množství příšer.
Hope byl připraven a do bitvy zasáhla armáda Akademie s bojovými letouny, jeden z nich Noel se Serah a Mogem evakuoval. Pilotoval ho jejich starý přítel Sazh Katzroy spolu s Dajhem, kteří se sem dříve přesunuli v čase. Na otevřené palubě se odehrály dvě bitvy, nejprve proti Bahamutovi Chaosu, pak proti Caiovi v lidské podobě. Ostatní letouny mezitím bojovaly s příšerami. Poté se otevřel portál do Valhaly, kam se Caius, proměněný opět v Bahamuta Chaosu, stáhl. Hope ho hodlal pronásledovat, avšak Serah mu kladla na srdce, že musí zůstat v Academii a chránit Vanille, Fang a svůj Nový Cocoon a celé lidstvo.
Za Caiem se tedy vydali stejným portálem pouze Serah, Noel a Mog. Na pláži nekonečného moře chaosu pod Chrámem Etro, se znovu střetli s Caiem a znovu ho porazili. Avšak opět povstal, neboť je nesmrtelný. Přísahal jim, že ukončí cyklus reinkarnací Yeul zničením bohyně Etro. Noel se pokusil Caia přesvědčit, že Yeul si nikdy nepřála zničení světa, přála si neustále se vracet k životu, aby mohla znovu vidět Caia. Caius toto odmítal poslouchat, Yeul viděl umírat příliš mladou několikasetkrát, a tak vypukla nová bitva. Caius využil veškerou moc chaosu ve Valhale, aby se proměnil v nejmocnějšího Temného Bahamuta, jenž mocným úderem poslal Noela a Serah do vzduchu, aby spadli přímo do moře chaosu, kde klesali do hluboké propasti. Lightning jim přišla na pomoc, aby udrželi naději živou. Přivolala pod ně bojovou plošinu, jež je vyzdvihla nad vlny moře chaosu. Zde Serah a Noel v těžké bitvě porazili jak Temného Bahamuta, tak právě vyvolané další dva: Rubínového a Jantarového Bahamuta.
Po bitvě se Caius znovu proměnil do lidské podoby a oslaben prohlásil, že pokud Noel řekl o Yeul pravdu, pak ho Noel musí zabít. Ten to však odmítl udělat, a tak Caius provokoval řečmi, že zabil Lightning, a Noel Serah uklidňoval, že lže. Caius dále tvrdil, že dávno ví, jak tato konfrontace skončí, protože ve Valhale neplyne čas, jak by měl, a o budoucích událostech bylo dávno rozhodnuto v minulosti, a pak napadl Serah. Na to Noel musel reagovat výpadem. Caiovi vyrazil zbraň z rukou a svou čepel zastavil centimetry od jeho hrudi. Caius však zachytil čepel jeho meče a prohlásil, že ti, kteří mění čas, si musí vybírat, kdo bude žit a kdo zemře, a proto Noel musí nést břímě věčného paradoxu. Caius si Noelovou čepelí sám probodl srdce a jak umíral, Serah s Noelem si poprvé plně uvědomili Caiovo utrpení a smutek z toho být očitým svědkem věčného cyklu umírání Yeul coby její strážce. Tento smutek ho zcela zničil, a proto usiloval o smrt ve Valhale, aby Yeul osvobodil od trápení. Noel tedy na místě Caiova skonu zabodl jeho meč jako pomník a doufal, že jeho někdejší učitel boje nalezl konečně klid.
Caiovou smrtí byl dle Moga vyřešen poslední paradox, objevily se desítky Bran času, Noel se přesvědčil, zda Serah nic nebolí kvůli změně časové osy, jež byla napravena, avšak Mog nikde necítil přítomnost Lightning. Serah se proto bála, že Caius o zabití Lightning přece jen nelhal, ale Noel ji uklidňoval, že nyní bude s ostatními, protože časová osa je napravena. Serah, Noel a Mog se rychle jednou z Bran času, než se uzavřou, vrátili do města Academia v roce 500 po p.

### Konec?
Hra je ukončena celkem deseti možnými konci, z nichž jeden je kánonický, osm je paradoxových (viz níže) a jeden konec je tajný.
Během bitvy Serah a Noela proti Caiovi přiletěl Sazh se svým letounem až ke křišťálovému sloupu a odtěžil krystal s Fang a Vanille v neporušeném stavu. Po odletu začal křišťálový sloup, jenž za 500 let značně zerodoval, praskat, až nakonec na několika místech napětí překročilo mez a celý sloup se zlomil. Cocoon začal pomalu padat k zemi spolu se sloupem, avšak pod Hopovou taktovkou na něj byly nainstalovány zvláštní štíty, aby dopad napáchal jen minimální škody. Samotný impakt do Gran Pulsu díky nim nebyl natolik drtivý, aby způsobil celosvětovou katastrofu, a díky těmto štítům zůstalo stát i město Academia. Zároveň s tímto nárazem začal Nový Cocoon, kde Hope nechal aktivovat gravitonová jádra, zvolna stoupat směrem k nebi. Hope si oddechl, že jeho postup fungoval, a Nový Cocoon přejmenoval na „Bhunivelze.“
Serah, Noel a Mog se portálem vrátili z Valhaly a radovali se z vítězství, když zahlédli Bhunivelze vznášet se vysoko nad Academií, kterou obklopovaly prachové bouře následkem pádu Cocoonu. Sazhův letoun je zachytil v pádu, na jehož palubě pak Serah dostala zlé tušení a Noelovi stihla jen poděkovat za všechno. Ihned poté se jí aktivovaly Oči Etro a zahlédla vizi, která Serah okamžitě usmrtila. Zhroutila se Noelovi do náruče. Hope dorazil v jiném letounu za nimi, aby je pozdravil a pogratuloval, avšak Noel v slzách suše konstatoval, že se budoucnost změnila a tím pádem se změnila i minulost a spolu s tím i celá časová osa. Věštkyně to vidí vše naráz, a to ji zabilo. Serah dle Noela věděla, že se to může stát, přesto chtěla všechny zachránit a on ji chtěl ochránit. Byl přesvědčen, že se mu to povedlo, ale mýlil se, její příběh skončil přece jen tragicky. Hope i Mog ji též oplakali, avšak zvedl se podivný vítr a celá obloha potemněla. Mogovi se udělalo nevolno a prohlásil, že Bohyně zemřela.
Noel si vybavil Caiovo prohlášení z roku 700 po p. o zničení Srdce chaosu, o smrti Etro a o chaosu, jenž zaplaví svět a zničí časovou osu, protože Srdce chaosu je ve skutečnosti srdcem samotné Etro, které od ní obdržel před dávnými věky. V ten moment si uvědomil, že udělal přesně to, co si Caius přál a nechal se jím zmanipulovat k zabití samotné Etro. Noel mohl jen bezmocně přihlížet, jak Gran Pulse a Bhunivelze pohlcuje temný chaos, jenž proměnil město Academia v chrám bohyně Etro a celý Gran Pulse po sloučení s Valhalou ve zcela nový svět, obklopený mořem chaosu. V chrámu mrtvé bohyně Etro na jejím trůnu pak sedí zkrystalizovaná Lightning.
Pokud hráč dokázal získat všech 160 fragmentů ve hře, zhlédne i „tajný konec“ s názvem „Bohyně je mrtvá.“ V Prostoru mimo čas Caius znovu oživl a vášnivě vyhlásil bohyni Etro za mrtvou. Nevědomí a zmanipulovaní Noel a Serah udělali přesně to, o co potají usiloval, a to o vznik zcela nového světa, ve kterém jsou on i Yeul volní a mohou začít žít své životy. Caius tento nový svět založil tím, že zařídil vypuštění chaosu na Gran Pulse.

### Paradoxové konce
Pokud hráč po dohrání příběhu pokračuje ve hraní, aktivuje si schopnost paradoskop a znovu dohraje za použití pečetě bran vybrané lokace v čase určitým způsobem, uvidí ještě paradoxové konce, kterých je celkem osm a doplňují celý obraz příběhu.
- Obrovská chyba: Pokud bude v troskách Breshy v roce 5 po p. Atlas poražen bez předešlého vyřešení paradoxu, ocitnou se Serah a Noel v Archyltské stepi v čase války, do které byly nasazeny monstrózní válečné stroje typu Atlas. Tato válka proměnila Gran Pulse v pustinu a přispěla k neřízenému pádu Cocoonu. Noel a Serah v zoufalé situaci uprostřed boje hodlali zastavit všechny Atlase, avšak bylo naznačeno, že jejich snaha nebyla úspěšná a zemřeli.
- Vanillina pravda: Pokud bude v Oerbě v roce 200 po p. Caius poražen, dostanou se v alternativní časové ose daleko do minulosti ještě před události Final Fantasy XIII. V Oerbě nalezli díky záhadnému hlasu zkrystalizovanou Vanille, jež litovala, že během Války překročení utekla od Fang a je nyní sama. Serah se tedy rozhodla zkrystalizovanou Fan najít.
- Mogův ďábelský rosolový plán: Pokud bude v Rozmarném luhu v roce 300 po p. poražena Královská přezrálost bez předešlého vyřešení paradoxu, způsobí tím, že rosoly nakonec ovládnou celý Cocoon a přemění ho ve svět příšer. Povstane ještě monstróznější král rosolů, který hodlá zcela vytlačit lidstvo, a tak ho Noel se Serah hodlají v převleku za mikroočua a minirosola otrávit jedovatým rosolem, který má připravit Mog.
- Testovací subjekty: Pokud bude ve věži Augusta v roce 200 po p. poražen proto Fal'Cie Adam, upadnou Serah a Noel do zajetí a nahradí je jejich kopie, subjekty alfa a beta, aby strážily věž. Adam je hodlal použít na potlačení odporu obyvatel proti jeho projektu obnovy Edenu, avšak oba subjekty vykázaly dle umělé inteligence známky lidského chování a přítomnosti srdce z chaosu, pocházejícího ze Skryté říše. Oba subjekty si totiž začaly uvědomovat sebe samé a srdcem pozvolna vstřebávali vzpomínky původních Serah a Noela. Umělá inteligence oba označila za paradoxy.
- Budoucnost je naděje: V Academii v roce 4XX po p. nastane po přinesení gravitonových jader Alysse okamžitá volba, při které hráč může přijmout či odmítnout její artefakt. Pokud hráč odmítne, objeví se na scéně Snow s doprovodem Ochranného sboru, který Alyssu na místě zatkne a Snow Noelovi a Serah odhalil, kam je artefakt dovede. Před budovou pak Snow vysvětlil, že Lightning je se Sazhem a Dajhem, ale Caius si minulost a budoucnost neustále mění podle sebe a musí být zastaven všude. Žádná z budoucností však není vábná a jakákoliv naděje zmizí, pokud se Hope neuchrání od atentátu, který má být spáchán za tři dny. Noela tedy ponechá na Hopovu ochranu a se Serah na jeho eidoloní motorce Šivě jedou zastavit Caia.
- Pod oblohou, kde se zastavil čas: V Academii v roce 4XX po p. po přinesení gravitonových jader Alysse a přijetí jejího bludného artefaktu se Noel se Serah dostanou do Prostoru mimo čas, kde bude Serah stát sama proti Caiovi, jenž bude díky paradoskopu mnohem silnější. Po jeho porážce se Serah ocitne v Novém Bodhumu, jenž se nachází ve stavu entropie kvůli zastavenému času. Dostanou se tam také Noel, Mog a Yeul, aby prožili život v místě se zastaveným časem. Serah se snaží být pozitivní a všichni se vydají na cestu, kterou jim ukáže padající meteor.
- Dědic chaosu: Porážkou Caia v Noelově snovém světě na konci času v Umírající zemi zaujme Noel jeho místo strážce Yeul a stane se též strážcem samotného času, unášen Křižovatkou věků a se srdcem chaosu ve své hrudi. Zdědil i veškeré Caiovy vzpomínky a rozhodl se zachránit Yeul i Serah před jejich osudy.
- Osud a svoboda: Toto je jediný paradoxový konec, kde není vyžadována aktivace paradoskopu. Nastane, pokud ve snovém světě Serah hráč odpoví Lightning, že v něm chce zůstat. Serah tedy zůstane žít ve věčném snu po boku Snowa, Lightning, členů NORY a dalších v Novém Bodhumu v roce X po p. Následně zapomene, že Noel a Mog existovali, ale cítí, že nepřítomnost někoho, koho by měla znát, jí znemožňuje považovat svůj život za dokonalý.

## Vývoj hry

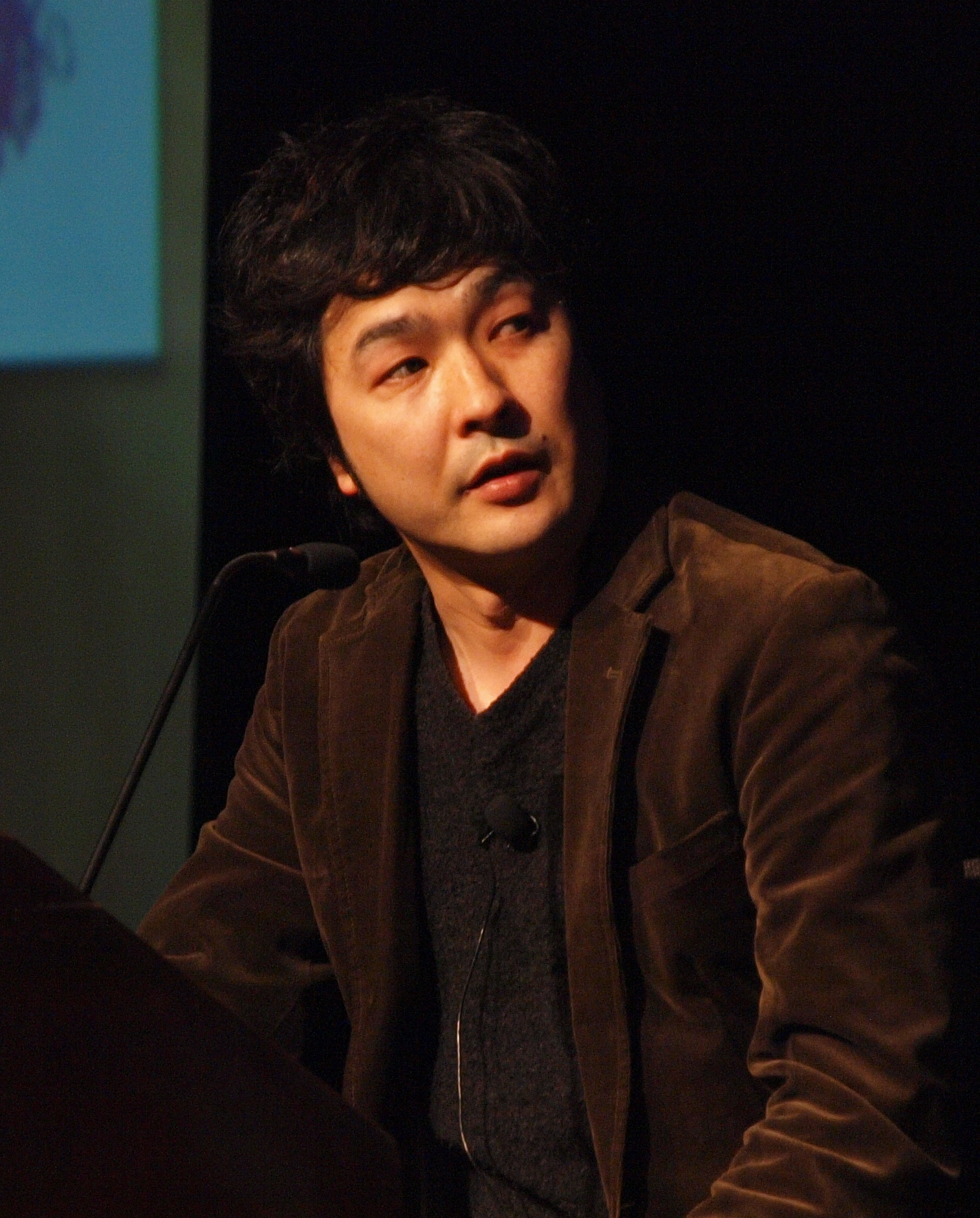
Ředitel projektu Motomu Torijama v roce 2010 na konferenci vývojářů počítačových her

Projekt Final Fantasy XIII-2 byl zahájen už během března či dubna v roce 2010 a vývoj hry byl dokončen už během roku a půl. Na projektu pracoval 1st Production Department společnosti Square Enix, která měla na starosti vývoj celých sérií Fabula Nova Crystallis Final Fantasy, Dissidia Final Fantasy a Kingdom Hearts. Zaměstnanci Square Enixu, kteří se podíleli na vývoji Final Fantasy XIII, většinou zůstali ve stejné roli i pro tento projekt. Motomu Torijama jako ředitel projektu, Jošinori Kitase jako producent, Tecuja Nomura jako tvůrce herních postav a Isamu Kamikokurjo jako umělecký ředitel.
Kvůli problémům s vývojem Final Fantasy XIII, který byl vyvíjen souběžně s herním enginem Crystal Tools byl přenastaven systém produkce vysokorozpočtových videoher firmy Square Enix, a tak vývojový tým pro Final Fantasy XIII-2 vedl konzultace se zaměstnanci dceřiné společnosti Eidos Interactive, aby si od nich přinesli přístup západního světa k vývoji her. Výsledkem konzultací bylo zavedení milníků na měsíční bázi k lepšímu dohledu nad činností členů týmu a pokroků v jejich práci. Ke zrychlení vývoje přispělo i přizvání partnerských společností. Najali si například vývojářské studio tri-Ace na výpomoc s designem herního prostředí, uměleckého ztvárnění a naprogramování. Tímto bylo dosaženo menšího počtu lidí v týmu ze Square Enixu a podíl účasti externích partnerů byl dopředu naplánovaný a rozdělený tak, aby byl vývojový tým lépe strukturovaný. Předvádění konceptuálních videí a časté testovací hraní během vývoje umožnilo držet celý vývojový tým po celou dobu v souladu s původní vizí.
Vývojáři se také snažili poučit se z chyb, které dělali při vývoji Final Fantasy XIII, za které sklidili kritiku ze všech stran. Šlo zejména o přílišnou linearitu příběhu, o nedostatečné možnosti interakce s NPC a o nedostatečné možnosti miniher či hlavolamů, jež jinak zdobí celou sérii Final Fantasy. Do děje tak byly jako reakce na kritiku navrženy systém Křižovatky věků, postranní úkoly zadané různými NPC a celé kasino Serendipity. Jednotlivé oblasti se snažili udělat více rozsáhlé, aby měl hráč možnosti je více zkoumat, a umělcům byla dána volnější ruka v implementaci jejich nápadů ohledně lokalit hry. Vývojáři tedy svými reakcemi na kritiku dali hráčům hru takovou, jakou očekávali už od Final Fantasy XIII. V sérii Final Fantasy se dle Torijamy vyskytla poprvé možnost vícero možných konců příběhu, ačkoliv ve skutečnosti takovou možnost nabízela už hra Final Fantasy X-2.

### Scénář
Torijama původně zamýšlel, že příběh nebude plynule navazovat na Final Fantasy XIII, ale bude se odehrávat až o 900 let později. Avšak po vytvoření konceptů událostí mezi oběma těmito érami ve světě Gran Pulsu a Cocoonu došlo k rozhodnutí, že hlavní hrdinové budou cestovat časem. Torijama si přál vytvořit příběh, na jehož konci bude Lightning jednoho dne opravdu šťastná, neboť její emoční stav na konci Final Fantasy XIII byl přinejmenším pochybný. Rovněž si přál, aby měla Serah daleko aktivnější roli, neboť většinu příběhu Final Fantasy XIII strávila v krystalickém stavu a větší role v jejím případě ani nebyla možná. Hlavní autor scénáře Daisuke Watanabe měl tedy za úkol navrhnout, jak příběh vyprávět jako přímé pokračování. S návrhem příběhu pro Final Fantasy XIII-2 pomohla v začátku vývoje i Emi Nagašimová, autorka románů a novel o Final Fantasy XIII.
Struktura příběhu byla inspirována menšími dramatickými celky epizodických televizních seriálů, než aby hru tvořil jednolitý kus děje jako v XIII. Díky tomu mělo být možné příběh lépe vstřebat. Tento přístup byl v podstatě zahrnut v pracovním názvu celého projektu: Final Fantasy XIII: Season 2, pod kterým byl poprvé odprezentován v rámci podniku Square Enix. Samotný děj měl být dle přání vývojářů koncipován jako vážné téma, k tomu měl být příběh temný a mnohem více tajemný než Final Fantasy XIII. Dle původní verze scénáře měla Serah cestovat časem sama jen s Mogem, avšak Kitase považoval jejich dialogy za příliš holčičí, afektované a trochu přitažené za vlasy. Přechod z XIII na XIII-2 by tím příliš připomínal přechod z X na X-2, a to by mělo velmi negativní důsledky. Aby se tento problém vyřešil, byl do příběhu zakomponován Noel, který tomu dodal potřebnou vážnost. Watanabe považoval práci na skriptech pro oba hlavní hrdiny za obtížnou, neboť bez velkého množství dalších postav, jak bylo obvyklé v předešlých dílech série, si musel dát pozor, aby dialogy mezi Serah a Noelem nebyly opakující se či nerealistické.

### Umění a design
Kvůli temnější a tajemnější atmosféře Final Fantasy XIII-2 vůči XIII se Kamikokurjo rozhodl pro grafický styl surrealismu. Práce Salvadora Dalího a Giorgia de Chirica se využily jako reference pro vizuální stránku a Kamikokurjovi pomohly vyrovnat rozdíly mezi fotorealismem a pro fantasy více se hodícím surrealismem. Jelikož časový rozvrh projektu nedovoloval téměř vůbec žádnou předprodukci, musel Kamikokurjo představit místo ručně malovaných obrázků fotografie, aby mohl ostatním vývojářům vysvětlit své vize a nápady. Například fotografie poničených budov v hlavním městě Kuby Havaně posloužily jako inspirace pro vykreslení Valhaly.
Práce na vykreslení postav byly rozděleny následovně: Nomura vykreslil obličeje nových i již známých hlavních postav. Jejich oblečení pak navrhli ostatní umělci. Kamikokurjo též navrhl konečnou podobu Lightning na základě siluety, kterou načrtl Nomura. Jusuke Naora měl na starosti návrh oblečení pro Serah, Noela a Caiuse, zatímco Hideo Minaba pracoval na Yeul, Alysse a na dospělém Hopovi. Moga vykreslil Tošitaka Macuda poté, kdy mu doručili žádost o návrh roztomilého a maskotového moogla.

### Hudba

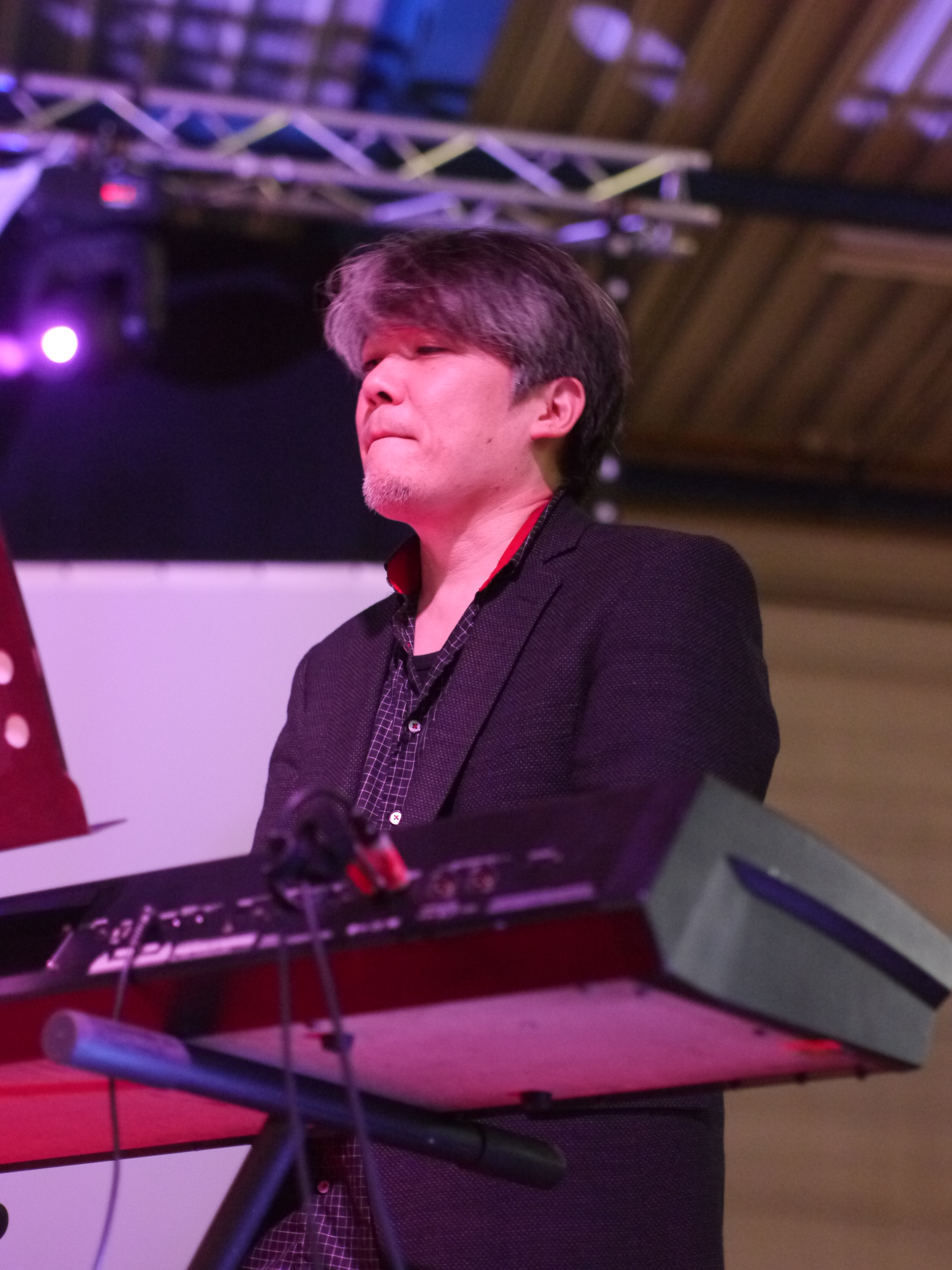
Skladatel herní hudby Masaši Hamauzu v roce 2012.

Hudbu k Final Fantasy XIII-2 složila trojice hudebních skladatelů: Masaši Hamauzu, Naoši Mizuta a Micuto Suzuki. Koordinátorem jejich práce byl Keidži Kawamori z hudební formace The Black Mages, jehož povinností bylo zajistit, aby různé styly jednotlivých skladatelů do sebe zapadly. Hamauzu byl skladatelem většiny hudby k původní Final Fantasy XIII, z níž bylo mnoho písní převzatých i do XIII-2, avšak na hudbě pro XIII-2 samotnou se podílel jen zhruba čtvrtinou. Suzuki se též podílel zhruba ze čtvrtiny, zatímco Mizuta napsal téměř polovinu veškeré hudby k této hře. Mizuta předtím skládal hudbu k Final Fantasy XI a Suzuki byl vedoucím oddělení pro zvukové efekty pro několik her společnosti Square Enix a též se podílel na hudbě pro Final Fantasy XIII jako aranžér hudby. Takovéto uspořádání v tvorbě hudby požadoval ředitel celého projektu Motomu Torijama, aby hudba nabídla více rozmanitosti oproti XIII a také aby nabídla více hudebních stylů. Torijama také požadoval, aby hra obsahovala daleko více zpívaných písní, aby nezněly jako "další typické písně z Final Fantasy," a tak pro umocnění tohoto jednu takovou dal složit pro oblast Trosek Breshy. Jednotlivé hudební styly zahrnují orchestrální skladby, elektronickou hudbu až po rap, hip-hop, jazz funk a metal. Pár svých skladeb upravil pro potřeby XIII-2 také Nobuo Uemacu.
Celý soundtrack vydala společnost Square Enix v roce 2011 spolu s hrou v podobě čtyřdílného alba Final Fantasy XIII-2 Original Soundtrack. Dále vyšlo o rok později ještě jedno album s upravenými vybranými skladbami s názvem Final Fantasy XIII Original Soundtrack PLUS..
Titulní píseň k Final Fantasy XIII nazpívala zpěvačka Mai Fukui. Jmenuje se japonsky Jakusoku no Bašo (約束の場所 - česky: Místo zaslíbené). Pro anglickou verzi hry píseň, jež zde byla pojmenována na New World (česky: Nový svět), nazpívala filipínská zpěvačka Charice Pempengco, kterou zahrnula do svého alba Infinity.
Recenze hudby pro Final Fantasy XIII-2 přinesly pozitivní ohlasy a hudební kritici ocenili jak deklarovanou různorodost hudebních stylů, tak samotnou kvalitu jednotlivých písní. Někteří kritici poznamenali, že Mizutova práce na tomto soundtracku představovala v té době jeho nejznamenitější dílo. Zklamáním však bylo aranžmá PLUS, neboť některé předělané písně spíše degradovaly úroveň svých protějšků v originálním albu. Na hudebním trhu si Final Fantasy XIII-2 Original Soundtrack spolu s aranžmá PLUS a se singlem New World vedly v prodeji natolik dobře, že si po dobu osmi týdnů držely v hitparádě japonském žebříčku Oricon 13. místo.

### Česká lokalizace
V roce 2018 bylo Final Fantasy XIII-2 přeloženo do češtiny skupinou RK-Translations.